# 607 Jenny
607 Jenny
607 Jenny là một tiểu hành tinh ở vành đai chính. Nó được August Kopff phát hiện ngày 18.9.1906 ở Heidelberg và được đặt theo tên Jenny Adolfine Kessler, một người bạn của August Kopff, nhân dịp cô hứa hôn